# Base Léonore

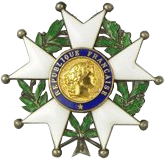

De Base Léonore, of Léonore-database, is een database van het Franse Ministerie van Cultuur, met gegevens van leden van het Legioen van Eer. De naam van de database is een samenstelling van Lé (Legioen) en honore (Eer).
De Base Léonore bestaat uit een verzameling documenten over personen die zijn voorgedragen of toegelaten tot het Legioen sinds de oprichting ervan door Napoleon Bonaparte op 19 mei 1802, tot het jaar 1977. De dossiers worden bewaard in de nationale archieven van Frankrijk en de Grande Chancellerie de la Légion d'honneur. De archieven van de legionairs die vóór 1954 stierven, vooral tussen 1930 en 1954, worden in Fontainebleau gearchiveerd. Ze zijn gedigitaliseerd en online beschikbaar. Vanaf januari 2014 bevatte de database 390.000 records.
De gegevens kunnen opgezocht worden via een zoekformulier of via alfabetisch gesorteerde thematische lijsten. Een gegevensrecord vermeldt de achternaam, de achternaam van de vrouw, de geboorteplaats, of de afdeling van elke legionair. Informatie van de 84 legionairs waarvan de dossiers worden bewaard door de Grande chancellerie de la Légion d'honneur, kan afzonderlijk worden onderzocht.